# Ismaïlisme

Vlag van het Ismaïlisme

Het ismaïlisme is een stroming binnen het sjiisme, dat weer een stroming binnen de islam is. Vanuit het ismaïlisme zijn in de islamitische geschiedenis grote sociale en politieke bewegingen ontstaan, onder andere die van de qarmaten, fatimiden, druzen en assassijnen.
De nizari-tak van het ismaïlisme is de enige sjiitische stroming die tot op de dag van vandaag nog één imam of leider kent. Zij erkennen Rahim Al-Hussaini (Aga Khan V) als hun leider.

## Geschiedenis
Het ismaïlisme dankt zijn ontstaan, net als dat van het sjiisme in het algemeen, aan de vraag wie er na Mohammed de moslimgemeenschap behoorde te leiden. De meerderheid koos voor Aboe Bakr, maar een fractie koos de jonge Ali ibn Aboe Talib, de neef en schoonzoon van de profeet, als de leider van de gemeenschap. Volgens de sjiieten had Mohammed zelf, tijdens zijn terugkeer van de laatste bedevaart naar Mekka in het plaatsje Gadir-e-Khum, Ali als zijn opvolger aangewezen. Toch werd niet Ali maar metgezel Aboe Bakr gekozen als eerste kalief. Pas na drie kaliefen werd Ali kalief en daarmee de eerste sjiitische imam, en zou het imamaat van vader op zoon (of in sommige gevallen van grootvader op kleinzoon) worden doorgegeven. 
Na de zesde imam, Jafer Sadiq, ontstond er een breuk in de lijn van de imams. De zoon van imam Jafer Sadiq, Ismail, zou zijn overleden voor hij het imamaat kon overdragen. De meerderheid van de sjiieten koos daarom een andere zoon van Jafer Sadiq, Moesa al-Kazim als de volgende imam. Sommigen beweerden dat Ismail helemaal niet was overleden, maar dat hij zijn eigen dood in scène had gezet om aan zijn vijanden te ontsnappen. Uit deze groep volgelingen zijn later de ismaïlieten (zie kalifaat van de Fatimiden en druzen) ontstaan. De sjiieten die Musa Kasim volgden, kenden na Jafer Sadiq nog zes andere imams. Zij worden de twaalvers genoemd.

## Imams
De ismaïlieten geloven dat Allah barmhartigheid heeft geschonken aan hun imams. De imam hoeft niet bekend te zijn bij de mensen, het kan een eenvoudige mens zijn. Dit is de geloofsleer van de ismaïlieten.
De zeven imams van de ismaïlieten zijn:
1. Imam Ali
2. Imam Hassan
3. Imam Hoessein
4. Imam Ali Zain al-Abidien
5. Imam Mohammed al-Baqir
6. Imam Jafer Sadiq
7. Imam Ismaiel ibn Jafer

## Verspreiding
De ismaïlieten zijn wijdverspreid over meerdere landen en vormen overal een kleine minderheid in Libanon, Syrië, Irak, Iran, Afghanistan, Pakistan en India. Ooit waren de ismaïlieten talrijk en hadden ze invloed in de tijd van het kalifaat van de Fatimiden. Later splitste de druzen zich af van deze tak.

## Ismaïlitische dynastieën
- Fatimiden
- Nizari Staat
- Zurajiden